# Меди Зиглер
Медисон Никол Зиглер (енгл. Madison Nicole Ziegler; Питсбург, 30. септембар 2002) је америчка плесачица, глумица и модел. Постала је позната после појављивања у емисији Dance Moms у којој се појавила са 8 година (2011) и у њој учествовала до 2016. године. Од 2014. до 2017. је стекла већу славу глумећи у Сииним музичким спотовима, укључујући "Chandelier" и "Elastic heart", који су сакупили више од 4 милијарде прегледа на Јутјубу. Зиглер се појављивала у филмовима, на телевизији и концертима, и била модел за насловне стране и рекламе за Capezio, Ралф Лорен, Fabletics, Target. Нашла се на листи "30 најутицајнијих тинејџера" часописа Тајм.
Зиглер је била судија у емисији So You Think You Can Dance: The Next Generation. Гостовала је на Сииној турнеји  2016. године у Северној Америци и Аустралији. Њени мемоари The Maddie Diaries су били бестселер. Позајмила је глас лику Камил Лроу у анимираном филму Ballerina (2016) и појавила се у филму The Book of Henry (2017) као Кристина Сиклман.

## Детињство
Меди Зиглер је рођена у Питсбургу у Пенсилванији. Родитељи су јој Мелиса Зиглер-Гисони и Курт Зиглер који су били власници хипотекарне банке. Она је пољског, немачког и италијанског порекла. Зиглер је кренула на часове плеса са две године и придружила се Abby Lee Dance Company са четири године, где је тренирала тап, балет, лирски, савремени, акробатски и џез плес. Зиглер има млађу сестру Мекензи, која је са њом учествовала у емисији Dance Moms.

## Каријера
Са Abby Lee Dance Company је освојила бројне титуле на регионалним и државним плесним такмичењима, укључујући награду за најбољег плесача 2010. године је наступила у емисији Live to Dance. 2011. године се појавила у емисији Dance Moms са својом мајком, која говори о плесачима из такмичарског тима Abby Lee Miller, а напушта је 2016. године.
Зиглер се појавила у разним музичким спотовима за извођаче као што су Алекс Калис, Сиа, Тодрик Хол. Добила је велику пажњу са 11 година после појављивања у Сиином споту "Chandelier", када ју је Сиа запазила у емисији Dance Moms. Видео је освојио Aria Music Award за најбољи видео, био номинован на MTV Video Music Awards за најбољи музички видео и кореографију, коју ће освојити касније. Такође је номинован за Греми награду за најбољи музички спот. Видео броји више од две милијарде прегледа на Јутјубу.
Први професионални глумачки посао је добила 2012. године у серији Drop Dead Diva глумећи Јанг Деб. Глумачку каријеру је наставила 2015. године као гост на Дизни каналу у серији Остин и Али, и серији Слатке мале лажљивице.
Зиглер је била модел за брендове као што су Clean&Clear, Capezio,Target, Ралф Лорен, Fabletics, Pop-Tarts. Такође се нашла на насловницама разних часописа и модним едиторијалима као што су Elle, Космополитан, Harper's Bazaar, Teen Vogue,Vanity Fair Italy и многи други.
2014. године објављује заједно са сестром Мекензи модну линију под називом The Maddie & Mackenzie Collection.